# Somolický potok
Somolický potok – potok w powiecie Turčianske Teplice w środkowej Słowacji. Ma długość 7,1 km i jest lewostronnym dopływem potoku Dolinka.
Wypływa na wysokości około 620 m w południowo-zachodniej części Wielkiej Fatry, w podjednostce Bralná Fatra, na zachodnim krańcu zabudowań wsi Čremošné. Początkowo płynie w kierunku zachodnio-północno-zachodnim wzdłuż drogi od Čremošný do Háju, następnie w kierunku północno-północno-zachodnim. Opuszcza porośnięte lasem tereny Wielkiej Fatry i płynie przez Kotlinę Turczańską (podjednostka Mošovská pahorkatina). Następnie skręca na północ i przepływa przez środek wsi Háj. Tu przyjmuje niewielki prawoboczny dopływ, skręca na północny zachód i płynie pomiędzy zabudowaniami miasta Turčianske Teplice i jego dzielnicą Turčiansky Michal. Przepływa pod drogą krajową nr 65 i na wysokości 475 m w Turčianskich Teplicach, na północnym skraju dzielnicy Diviaky uchodzi do Dolinki.
W Turčianskich Teplicach do Somolickiego potoku spływa korytem część wody z potoku Dolinka.